# Jimmy Frey
Jimmy Frey, artiestennaam van Ivan O. A. Moerman (Brugge, 28 april 1939), is een Vlaamse zanger. Zijn bekendste nummers zijn Saragossa, Zo mooi, zo blond en zo alleen en Rozen voor Sandra.

## Biografie
Twee jaar na zijn geboorte verhuisde zijn familie naar Heist-aan-Zee. Voor de kleine Ivan telde alleen maar zingen en voetballen. Rond zijn tiende merkte de muziekleraar van de gemeentelijke school het uitzonderlijk stemgeluid van de jongen op. Na een breuk van zijn ouders kwam Jimmy terecht in Brussel. Hij verliet school op zijn vijftiende en had verscheidene baantjes van bakkersgast, slager, loopjongen, verkoper tot fabrieksarbeider. Rond die tijd ging hij ook regelmatig deelnemen aan zangwedstrijden en kwam zo terecht in de Folies Bergère te Brussel, een revue met als hoofdvedette Bobbejaan Schoepen (overigens muziek- en tekstschrijver van Freys hit "Ik geloof"). Maar Frey wilde platenartiest worden en optreden met zijn eigen band, zoals zijn grote voorbeelden Elvis Presley en Johnny Hallyday.
Zijn carrière begon veelbelovend als beat- en yéyézanger in de sixties. Hij werd door zijn management richting Frankrijk gestuurd met Soufflé, een cover in het Frans van Breathless. Toen de doorbraak daar niet tot stand kwam, richtte hij zich op Vlaanderen en sloeg hij een heel nieuwe weg in.
Zijn grootste hit is Zo mooi, zo blond en zo alleen, waarop hij wordt begeleid door de J.J. Band (zie Jess & James). Zijn op een na beroemdste hit is Rozen voor Sandra, een cover van "Roses to Reno", geschreven door Billy Sikes en Wayne Walker. Twee dagen na zijn vijftigste verjaardag wordt bij Jimmy kanker vastgesteld. Hij staat erop dat dit bekendgemaakt wordt om zo het taboe rond kanker te doorbreken. De VTM-actie "Levenslijn", waarvan Jimmy Frey het boegbeeld werd, haalde een bedrag van 4.462.083,45 euro op ter bestrijding van kanker.
In 2013 werd het gouden jubileum van zijn zangcarrière gevierd met een concert in de Stadsschouwburg van Brugge. Op 6 februari 2014 werd hij samen met Salvatore Adamo opgenomen in de Radio 2 Eregalerij voor een leven vol muziek. In 2002 was zijn nummer Zo mooi, zo blond en zo alleen hierin al opgenomen.
Op 15 april 2014 verscheen het verzamelalbum Jimmy Frey 75, een album met 40 nummers dat naast alle grootste hits ook een selectie van nog niet eerder verschenen nummers op cd bevat, alsook vier nieuwe nummers. Het bijbehorende boekje bevat een reeks foto's uit Freys carrière.
In 2019 werd hij ridder in de Leopoldsorde.

## Discografie

### Hitnoteringen
| Album met hitnotering(en) in de Vlaamse Ultratop 200 albums | Datum van verschijnen | Datum van binnenkomst | Hoogste positie | Aantal weken | Opmerkingen |
| ----------------------------------------------------------- | --------------------- | --------------------- | --------------- | ------------ | ----------- |
| Jimmy Frey 75                                               | 2014                  | 25-04-2014            | 38              | 16           |             |
| Zijn allergrootste hits                                     | 2019                  | 04-05-2019            | 101             | 1*           |             |

| Single met hitnotering(en) in de Vlaamse Ultratop 50 | Datum van verschijnen | Datum van binnenkomst | Hoogste positie | Aantal weken | Opmerkingen          |
| ---------------------------------------------------- | --------------------- | --------------------- | --------------- | ------------ | -------------------- |
| Ik geloof                                            | 1967                  | 01-04-1967            | 14              | 8            |                      |
| Zo mooi, zo blond en zo alleen                       | 1968                  | 06-07-1968            | 2               | 15           |                      |
| Zaterdag / De zevende hemel                          | 1968                  | 07-12-1968            | 11              | 7            |                      |
| Als een kus naar tranen smaakt                       | 1969                  | 22-03-1969            | 2               | 15           |                      |
| Goodbye my love                                      | 1969                  | 16-08-1969            | 11              | 7            |                      |
| Het meisje zonder naam                               | 1970                  | 14-03-1970            | 19              | 1            |                      |
| Rozen voor Sandra                                    | 1970                  | 31-10-1970            | 1               | 19           | Nr. 1 Vlaamse Top 10 |
| Laat mij alleen                                      | 1971                  | 04-04-1971            | 16              | 6            | Nr. 3 Vlaamse Top 10 |
| Meisje van mijn leven                                | 1971                  | 18-09-1971            | 4               | 11           | Nr. 1 Vlaamse Top 10 |
| Niemand weet hoeveel ik van je hou                   | 1974                  | 09-03-1974            | 17              | 10           | Nr. 3 Vlaamse Top 10 |
| Pappie nummer twee                                   | 1974                  | 10-08-1974            | 12              | 11           | Nr. 1 Vlaamse Top 10 |
| De smaak van je lippen                               | 1975                  | 20-09-1975            | 18              | 8            | Nr. 1 Vlaamse Top 10 |
| Naar de zevende hemel                                | 1976                  | 01-05-1976            | 26              | 1            | Nr. 2 Vlaamse Top 10 |
| Yet, I know                                          | 1980                  | 03-05-1980            | 2               | 17           |                      |
| I don't know why I love you, but I do                | 1980                  | 08-11-1980            | 9               | 7            |                      |
| Substitute                                           | 1983                  | 21-05-1983            | 29              | 1            |                      |
| Samen leven                                          | 1989                  | 18-11-1989            | 18              | 9            | Nr. 2 Vlaamse Top 10 |
| Droom met me mee                                     | 1990                  | 17-03-1990            | 6               | 9            | Nr. 2 Vlaamse Top 10 |
| Harten kennen geen geheimen                          | 2014                  | 03-05-2014            | tip37           | -            |                      |

### Overige singles
- Ik weet het wel (1966)
- Niemand (1966)
- Dans weer met mij (1966)
- Als 't ware rozen zijn (1967)
- Moeder (ik heb misdaan) (1967)
- Jij bent een droom voor overdag (1967)
- Hier is mijn hart (1969)
- Duw een beetje (er kan er altijd nog eentje bij) (1970, Nr. 5 in de Vlaamse Top 10)
- In Cefalu (1971)
- Angelica (1972, Nr. 9 in de Vlaamse Top 10)
- Blijf bij mij de hele nacht (1972, Nr. 5 in de Vlaamse Top 10)
- Ogen kunnen niet liegen (1972, Nr. 7 in de Vlaamse Top 10)
- Een groot geluk (1973, Nr. 7 in de Vlaamse Top 10)
- 'k Zoek een meisje (1973, Nr. 4 in de Vlaamse Top 10)
- Ik heb een groot verdriet (1974, Nr. 9 in de Vlaamse Top 10)
- (Ze noemen mij) Een playboy (1975, Nr. 5 in de Vlaamse Top 10)
- Je sluit je ogen niet meer (1976, Nr. 3 in de Vlaamse Top 10)
- Fille d'amour / Als de kinderen slapen zijn (1976, Nr. 4 in de Vlaamse Top 10)
- Je kan geen veren plukken van een kikker (1977, Nr. 4 in de Vlaamse Top 10)
- Elvis forever (1977, Nr. 6 in de Vlaamse Top 10)
- Een ring voor Sylvia (1978, Nr. 3 in de Vlaamse Top 10)
- Leven als God in Frankrijk (1978, Nr. 2 in de Vlaamse Top 10)
- Jong, zo jong (1979, Nr. 2 in de Vlaamse Top 10)
- Saragossa (1979, Nr. 1 in de Vlaamse Top 10)
- Weekend (1981, Nr. 10 in de Vlaamse Top 10)
- I will (1981)
- Met je zorgen zit je alleen (1981)
- Let me into your life (1981)
- Het gezicht van een clown (1982, Nr. 5 in de Vlaamse Top 10)
- Met wat geluk (1982, Nr. 5 in de Vlaamse Top 10)
- Speelbal nummer 2 (1983, Nr. 9 in de Vlaamse Top 10)
- Er is nog zoveel niet verloren (1983, Nr. 3 in de Vlaamse Top 10)
- 40 jaar (1984, Nr. 4 in de Vlaamse Top 10)
- Mon amour, voor ons allebei (1984, Nr. 7 in de Vlaamse Top 10)
- Gebroken hart (1985, Nr. 5 in de Vlaamse Top 10)
- Luna luna luna lu (1985)
- Europe Europe (1986, uitgebracht onder de naam Papa Jim and the Frey Free Kids)
- Lazy Mary (1988)
- Zing van de liefde (1988)
- Vrijen met jou (1989)
- Hits van toen (1990, Nr. 8 in de Vlaamse Top 10)
- Ciao Italia (1990)
- Het verlangen naar jou (1990)
- Stop de wereld (1991)
- Geen ogen zijn zo blauw (1991)
- Maar met jou (1991)
- Vrij genoeg vannacht (1991)
- Ik kan niet meer zonder jou (1992)
- Kon ik het maar (1994, Nr. 10 in de Vlaamse Top 10)
- Laat ons vergeven en vergeten (1994)
- De liefde blijft een kracht (1994)
- Zorgeloos (1996)
- De vrouw het allermooiste (2000, duet met Marijn Devalck)
- Eva (een kind van deze tijd) (2002)
- Een parel van een vrouw (2011)

## In populaire cultuur
- In de stripreeks De Kiekeboes probeert een vrouw Kiekeboe in strook 62 van het album Kies Kiekeboe (1980) te verleiden met de woorden: "Ik ben zo mooi, zo blond en zo alleen." Dit is een verwijzing naar Jimmy Frey's bekendste nummer "Zo mooi, zo blond en zo alleen" (1968). In het album Blond en BlauW (1999) wordt er hiernaar opnieuw verwezen. In strook 3 verzucht Fanny over de knappe blonde jongen die de bioscoopzaal is binnengetreden: "Zo mooi, zo blond en zo alleen."
- Michel Follet schreef in april 2010 een boek over het Vlaamse populaire lied "Rozen of distels voor Sandra" waarin Jimmy in ieder hoofdstuk opduikt.